# Aquilonastra minor
Aquilonastra minor är en sjöstjärneart som först beskrevs av Hayashi 1974.  Aquilonastra minor ingår i släktet Aquilonastra och familjen Asterinidae. Inga underarter finns listade i Catalogue of Life.